# Самуель Тефера
Самуель Тефера (амх. ሳሙኤል ተፈራ, англ. Samuel Tefera; нар. 23 жовтня 1999) — ефіопський легкоатлет, який спеціалізується на бігу на середні дистанції.

## Спортивні досягнення
Дворазовий учасник олімпійських змагань з бігу на 1500 метрів (2021, 2024) — обидва рази зупинився на попередніх стадіях змагань.
Дворазовий чемпіон світу в приміщенні з бігу на 1500 метрів (2018, 2022). Фіналіст (7-е місце) чемпіонату світу в приміщенні з бігу на 1500 метрів (2024).
Фіналіст (5-е місце) чемпіонату світу серед юніорів з бігу на 1500 метрів (2018).
Чемпіон Ефіопії з бігу на 1500 метрів (2018).
Ексрекордсмен світу в приміщенні з бігу на 1500 метрів — 3.31,04 (2019).